# Уж
Уж (укр. Уж, слч. Uh, мађ. Ung) је поткарпатска река која тече кроз Украјину и Словачку. Извире из источних Карпата. Код Словачког села Драхњов, у близини града Михаловце, излива се у реку Лаборец.

## Одлике
Укупна дужина реке је 127 km, од тога 21 km је у Словачкој. По реци Уж назива се најважнији град кроз којег река тече, Ужгород.